# Anthony Vanden Borre
Anthony Henri Vanden Borre, född 24 oktober 1987, är en belgisk fotbollsspelare. 
Vanden Borre startade sin professionella karriär i RSC Anderlecht innan han flyttade till Italien och Fiorentina sommaren 2007. 

## Landslagskarriär
Vanden Borre gjorde debut i Belgiens landslag den 28 april 2004 när han fick hoppa in i 90:e minuten i en match mot Turkiet.